# Funzione beta (teoria quantistica dei campi)
In fisica teorica, in particolare nella teoria quantistica dei campi, una funzione beta descrive la dipendenza di una costante di accoppiamento {\displaystyle g} dalla scala di energia {\displaystyle \mu } di un dato processo fisico descritto da una teoria di campo. È definita dalla relazione:
{\displaystyle \beta (g)={\frac {\partial g}{\partial \log(\mu )}}}
e, a causa del soggiacente gruppo di rinormalizzazione, non ha esplicita dipendenza da {\displaystyle \mu }, ma ne dipende solo implicitamente tramite {\displaystyle g}. Questa dipendenza dalla scala di energia così specificata è detto il running della costante d'accoppiamento, una caratteristica fondamentale della dipendenza dalla scala in teoria quantistica dei campi, e il suo calcolo esplicito è attuabile grazie a una serie di tecniche matematiche.
Nella maggior parte delle teorie e in elettrodinamica quantistica la funzione beta è positiva, dando luogo a una interazione che si fa più forte a energie più alte (distanze più piccole). In una teoria di Yang-Mills come ad esempio la cromodinamica quantistica, la funzione beta è negativa, dando luogo a una interazione che si fa più debole ad alte energie (libertà asintotica), e più forte a basse energie (confinamento di colore).

## Invarianza di scala
Se le funzioni beta di una teoria sono nulle, solitamente in corrispondenza di particolari valori delle costanti di accoppiamento, allora la teoria è detta invariante di scala. Quasi tutte le teorie di campo invarianti di scala sono anche conformemente invarianti. Lo studio di tali teorie è la teoria di campo conforme.
Le costanti di accoppiamento di una teoria di campo possono "correre" anche se la corrispondente teoria dei campi classica è invariante di scala. In questo caso la funzione beta non-nulla dice che l'invarianza di scala classica è anomala.
| Controllo di autorità | GND (DE) 4144960-5 |